# Liffol-le-Grand
Liffol-le-Grand é uma comuna francesa na região administrativa do Grande Leste, no departamento de Vosges. Estende-se por uma área de 33.91 km². Em 2010 a comuna tinha 2 193 habitantes (densidade: 64,7 hab./km²).